# Investcorp
Investcorp ist ein in Bahrain ansässiges Kreditinstitut, das weltweit im Geschäftsfeld Privates Beteiligungskapital (Private Equity) tätig ist. Die Investcorp Bank B.S.C. mit Sitz in Manama hat eine Lizenz als Universalbank. Sie hält 100 Prozent der Anteile ihrer auf den Kaiman-Inseln ansässigen Tochter Investcorp Holdings Limited (IHL), die wiederum 100 Prozent an der ebenfalls auf den Kaiman-Inseln angesiedelten Tochter Investcorp S.A. (ISA) hält.
Investcorp wurde 1982 gegründet und unterhält heute Büros in Abu Dhabi, Doha (Katar), London, New York, Riad (Saudi-Arabien) und Singapur.
Das Unternehmen bietet seinen Kunden Vermögensverwaltung an und betreibt insbesondere Geschäftszweige für Unternehmensbeteiligungen („corporate investment“), Immobilien, Kreditverbriefungen („credit management“) und Alternative Investments. Im Geschäftsjahr 2017/18, das am 30. Juni 2018 endete, verwaltete Investcorp Vermögen in Höhe von 22,6 Milliarden US-Dollar. Ende Dezember 2019 gab Investcorp an, ein Vermögen von rund $31.1 Milliarden zu verwalten.
In Deutschland erwarb Investcorp die Acura Kliniken in Albstadt im Jahr 2018, sowie die Privatzahnarztklinik Schloss Schellenstein im Zuge einer Investitionsoffensive im deutschen Gesundheitssektor, insbesondere dem Zahnarztmarkt. Dies sorgte für Kritik, weil Finanzinvestoren auf normalem Wege vom Erwerb von Zahnarzt-Praxen ausgeschlossen sind. Investcorp hatte dafür eine Rechtslücke genutzt. Im Frühjahr 2020 erwarb der Fonds Investcorp Technology Partners IV die Avira Holding für 180 Millionen US-Dollar und verkaufte sie im Frühjahr 2021 für 360 Millionen US-Dollar.